# Lago da Pedra
Lago da Pedra, es un municipio de Brasil en el estado de Maranhão. Su población estimada en 2008 fue 43.947 habitantes, con 59,52% de la zona urbana y 40,48% en las zonas rurales.